# Rhamnus yoshinoi
Rhamnus yoshinoi är en brakvedsväxtart. Rhamnus yoshinoi ingår i släktet getaplar, och familjen brakvedsväxter.

## Underarter
Arten delas in i följande underarter:
- R. y. angustifolia
- R. y. libycus
- R. y. oleoides
- R. y. rivasgodayana